# Adam Marian Bratro
Adam Marian Bratro (ur. ?, zm. 31 marca 1943) – polski inżynier, działacz społeczny i niepodległościowy.

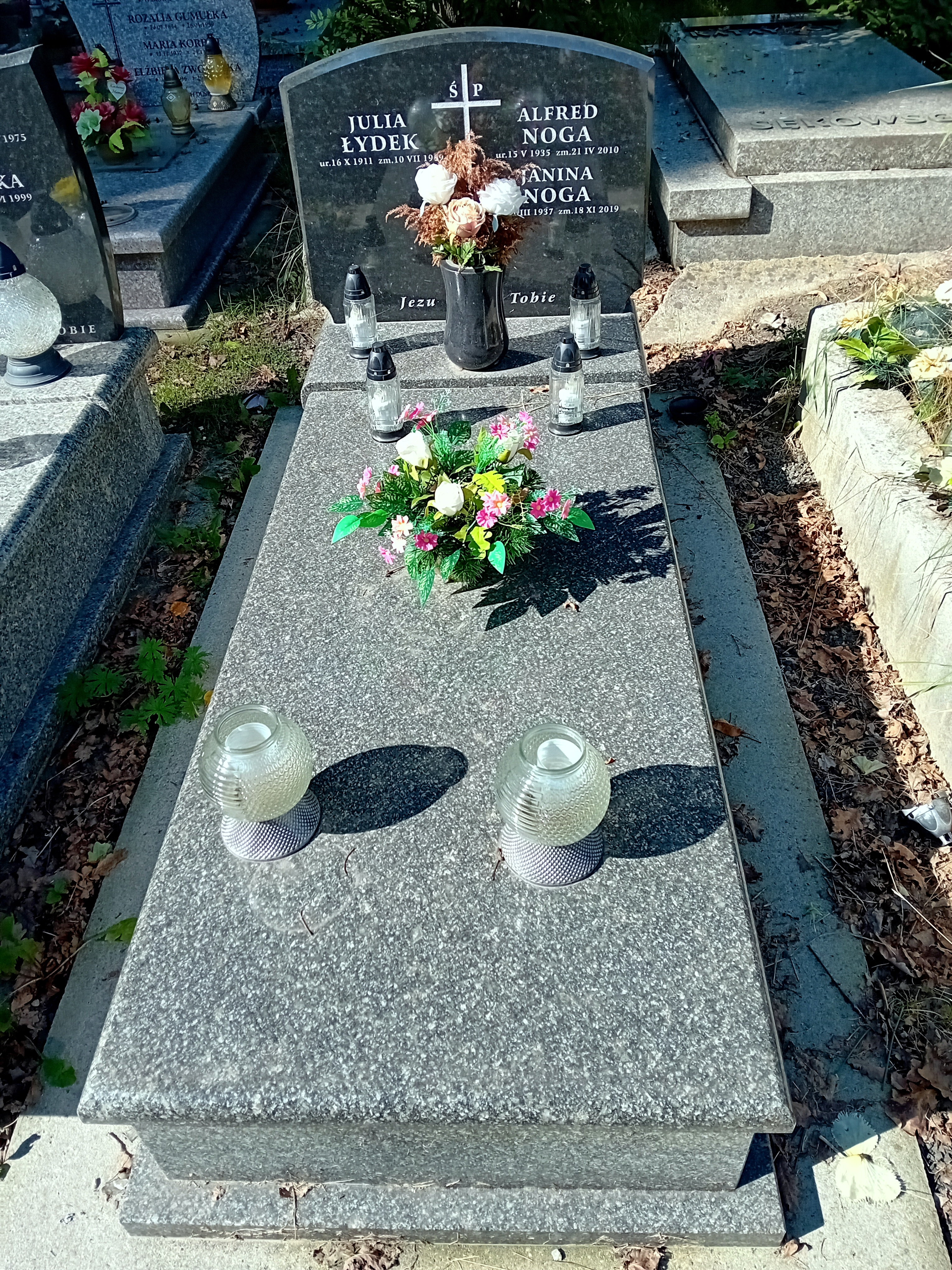
Miejsce grobu Adama Bratry

## Życiorys
Adam Marian Bratro był wychowankiem Zakładu Sierot i Ubogich w Drohowyżu. Uzyskał tytuł inżyniera. Został zatrudniony w fabryce maszyn i wagonów w Sanoku, gdzie według różnych źródeł pracował jako: werkmistrz, kierownik budowy wagonów, kierownik fabryki, w latach 20. II Rzeczypospolitej naczelnik fabryki, w 1928 był naczelnikiem warsztatów w fabryce. Uchodził wówczas za najstarszego pracownika sanockiej fabryki.
Należał do Polskiego Towarzystwa Gimnastycznego „Sokół”. Pod koniec XX wieku był członkiem gniazda w Nowym Sączu. Później został działaczem sanockiego gniazda Polskiego Towarzystwa Gimnastycznego „Sokół” (1906, 1912, 1920, 1921, 1922, 1924); pełnił funkcje wydziałowego (od 1909), II zastępcy przewodniczącego (1919), gospodarza, wiceprezesa oraz delegata do Związku Okręgu i na Zjazd Prezesów Gniazd Sokolich Dzielnicy Małopolskiej 7 maja 1922. Był działaczem Towarzystwa Wzajemnych Ubezpieczeń Urzędników Prywatnych w Sanoku. W 1904, 1907 był wybierany członkiem wydziału Czytelni Chrześcijańskiej „Ogniwo” w Sanoku. W 1906 został członkiem wydziału Koła Towarzystwa Szkoły Ludowej w Sanoku. Przy C. K. Sądzie Obwodowym w Sanoku został wybrany przysięgłym zastępcą w 1910 i przysięgłym głównym w 1913. W 1910, 1912 był wybierany zastępcą członka wydziału Bursy Jubileuszowej im. Cesarza Franciszka Józefa. W maju 1913 został wybrany skarbnikiem zarządu Powiatowego Towarzystwa Kółek Rolniczych w Sanoku.
Po wybuchu I wojny światowej w 1914 wraz z bliskimi (łącznie pięć osób) przebywał w Wiedniu. Podczas wojny, po utworzeniu Naczelnego Komitetu Narodowego wszedł w skład Powiatowego Komitetu Narodowego (PKN) w Sanoku, a w jego ramach został kierownikiem sekcji mundurowej. Później został delegatem Departamentu Wojskowego NKN (okręg lwowski) na powiat sanocki. Także jego żona działała w PKN, oboje założyli Ligę Kobiet w pobliskim Zagórzu i Porażu. Adam Marian Bratro organizował werbunek żołnierzy do Legionów Polskich, a później na rzecz Polskiego Korpusu Posiłkowego; utrzymywał korespondencję (pośrednikiem był inż. Romuald Kern) z DW NKN do końca roku 1917 (w tym czasie rozwiązaniu uległ PKN w Sanoku).
Po odzyskaniu przez Polskę niepodległości został działaczem zawiązanego 1 czerwca 1919 koła powiatowego Związku Urzędników i Urzędniczek Prywatnych w Sanoku. W 1923 był w komitecie organizacyjnym Katolickiego Związku Młodzieży Rękodzielniczej i Przemysłowej w Sanoku i wspierał to stowarzyszenie.
Jego żoną została Emilia z domu Heidler. Ich synami byli: Jan (1895-1951, legionista, pułkownik Wojska Polskiego), Tadeusz Artur (ur. 1896 w Nowym Sączu, legionista poległy w bitwie pod Kuklami 13 lipca 1916), Adam Antoni (1900-1920, poległy w wojnie polsko-bolszewickiej 11 sierpnia 1920 pod Pułtuskiem) oraz zmarli w wieku dziecięcym Aleksander Franciszek (1899-1901) i Kazimierz (1902-1903).
Zmarł 31 marca 1943. Został pochowany na cmentarzu Rakowickim w Krakowie (kwatera LXXV, rząd 45, miejsce 6), gdzie nieco ponad rok później spoczęła także jego żona, Emilia Bratro (zm. 19 maja 1944).